# 中国共产党第十一届中央委员会第一次全体会议
中国共产党第十一届中央委员会第一次全体会议，简称中共十一届一中全会，是中国共产党于1977年8月19日在北京召开的一次中央委员会全体会议。
全会选举了党的中央机构。选举：
- 中央委员会主席：华国锋
- 中央委员会副主席：叶剑英、邓小平、李先念、汪东兴
- 中央政治局委員：华国锋（以下按姓氏笔画为序）、韦国清、乌兰夫、方毅、邓小平、叶剑英、刘伯承、许世友、纪登奎、苏振华、李先念、李德生、吴德、余秋里、汪东兴、张廷发、陈永贵、陈锡联、耿飚、聂荣臻、倪志福、徐向前、彭冲
- 中央政治局候补委员：陈慕华、赵紫阳、赛福鼎
- 中央政治局常務委員會委員：华国锋、叶剑英、邓小平、李先念、汪东兴